# Vijftiende Elfstedentocht
De vijftiende Elfstedentocht werd verreden op zaterdag 4 januari 1997 en werd gewonnen door Henk Angenent bij de mannen en Klasina Seinstra bij de vrouwen.

## Aankondiging
In 1997 was er al elf jaar lang geen Elfstedentocht meer gehouden. Het jaar daarvoor, in 1996, had de Elfstedenkoorts nog snel om zich heen gegrepen toen het erop begon te lijken dat er weer een tocht verreden zou worden. Maar toen de vorst niet doorzette, werden de schaatsen weer net zo snel opgeborgen als ze van zolder gehaald waren. In 1997 zette de vorst echter wel door. Na dagenlange vorst staken op 2 januari de rayonhoofden de koppen bijeen voor de vergadering van de Vereniging der Friesche Elfsteden. Na de bijeenkomst gaf voorzitter Henk Kroes om 11.17 uur met de historische woorden het verlossende antwoord: It giet oan!

## Elfstedenkoorts
Ogenblikkelijk steeg het aantal telefoontjes in Friesland van 10.000 tot 25.000 per vijf minuten. Nog dezelfde dag waren alle hotelkamers in Leeuwarden bezet. Duizenden Friezen meldden zich aan bij het Fries Bureau voor Toerisme met de boodschap dat zij wel gratis schaatsers onderdak wilden bieden. Toeschouwers uit de rest van Nederland prikten willekeurig Friese telefoonnummers in de hoop nog een slaapplaats te vinden. Anderhalf tot twee miljoen mensen werden in Friesland verwacht. De Telegraaf wist te melden dat er een enorme run op het huren van helikopters was ontstaan.

## Media-aandacht
Voor het in beeld brengen van de tocht der tochten zette de NOS vierhonderd medewerkers, zestien verslaggevers langs de route, elf regisseurs, drie motoren, drie helikopters en 70 camera's in. Zij bleven vanaf de start om vijf uur 's ochtends tot 24:00u middernacht en daarna live in de lucht. Daarnaast stuurden ook buitenlandse media in allerijl reportageploegen naar Friesland toe. In onder andere België, Duitsland, Frankrijk, de Verenigde Staten en Japan was de tocht te volgen. In het totaal waren er naar schatting 2000 verslaggevers in actie om de Elfstedentocht te verslaan.

## Weersomstandigheden
De Elfstedentocht van 1997 was een bijzonder zware. De wind had een kracht van 5 tot 6 Beaufort en dit gecombineerd met een vorst van –6 graden in de ochtend tot maximaal –3 in de middag zorgden ervoor dat het een bijzonder zware tocht werd. De gevoelstemperatuur lag rond de –10 en –15 °C, soms tot –18 °C tijdens windvlagen. Het was dan ook de zwaarste tocht sinds die van 1963. Ondanks de hevige vorst van de dag zelf en de dagen ervoor kende het ijs nog zwakke punten. Op verschillende plekken werden ijstransplantaties uitgevoerd. Zo sneed de brandweer van Sneek met kettingzagen stukken ijs uit de stadsgracht om deze vervolgens in een wak te leggen. De transplantatie slaagde. Uitzonderingen daargelaten was het ijs van goede kwaliteit. Daar waar het ijs erg hobbelig was, werd het met speciale apparatuur geschuurd.

## De tocht

### Route
De volgorde van steden (met de klok mee, of tegen de klok in) is in de loop van de geschiedenis wel eens veranderd. Bij de tocht van 1997 werd het volgende parcours door de schaatsers afgelegd. Men begon bij het FEC te Leeuwarden waarna er 1.900 meter naar de Zwettehaven werd gerend. Daar bond men de schaatsen onder om vervolgens de elf steden te bezoeken:
- Leeuwarden
- Sneek
- IJlst
- Sloten
- Stavoren
- Hindeloopen
- Workum
- Bolsward
- Harlingen
- Franeker
- Dokkum en weer terug naar Leeuwarden.

De finish was aan de Bonkevaart te Leeuwarden. In totaal moest er door de schaatsers 300 meter gekluund worden.

### De start
Op 4 januari om 5.30 stipt gingen de 301 wedstrijdrijders van start in het FEC. Dat gebeurde vanuit een tent die als tijdelijke veemarkthal op het noordelijke parkeerterrein van het complex was neergezet omdat de veemarkthal van het FEC anderhalve maand eerder was afgebrand. Eerst moest er 1900 meter worden hardgelopen naar de Zwettehaven, langs twee enorme hagen van toeschouwers. Bij de Zwettehaven aangekomen werden de schaatsen omgebonden, en om 5.38 wisten de eerste schaatsers op het ijs te stappen. Na deze eerste groep wedstrijdschaatsers vertrokken elk halfuur groepsgewijs de 16.387 toerrijders die een poging waagden de tocht der tochten te voltooien. Een onbekend aantal zwartrijders, schaatsers zonder stempelkaart, begon ook aan de tocht. Na de nog verlichte Zwettehaven schaatsten de Elfstedenrijders de pikdonkere Zwette op. Enkele schaatsers droegen een bril met halogeenverlichting, maar de meerderheid probeerde op het gehoor van de voorgangers de weg te vinden. Op enkele plekken verlichtten boeren door middel van tractoren of fakkels de route.

### Leeuwarden–Stavoren
In de donkere nacht ontstond er een kopgroep bestaande uit Bart Hagen, Arnold Stam, Henri Ruitenberg en Yep Kramer. Bij Sneek was de eerste kluunplek ingericht. Het Actiecomité Elfsteden Nee had bij de Sneker Waterpoort pekel gestrooid onder het motto hak een wak. Om 6.48 kwamen de eerste schaatsers in Sloten aan. Er was sprake van een kopgroep van 5 koplopers. Onder luid gejuich van de vele toegestroomde toeschouwers kwamen de wedstrijdrijders het Slotermeer op dat nog verlicht werd door fakkels. Tussen Sloten en Stavoren kwamen de eerste uitvallers. Hoekstra uit Heerenveen brak zijn schaats en Van Barneveld was zo gevallen dat hij de wedstrijd niet verder kon vervolgen. Peter de Vries, een van de favorieten voor de eindzege, kwam op het Slotermeer hard ten val en brak zijn schouder waarna hij in Stavoren de strijd moest staken. Om 7.28 arriveerde de kopgroep bestaande uit Edward Hagen, Jentje de Glee, Yep Kramer en Jan Bakker in Stavoren.

### Stavoren–Bolsward
Na Stavoren kregen de schaatsers voor het eerst te maken met tegenwind. In de nog steeds donkere nacht gingen de schaatsers onderweg naar Hindelopen. Daar kwam een nieuwe kopgroep om 7.55 aan. Piet Kleine leidde de groep, maar hij miste de verborgen stempelpost die daar was opgesteld. Zijn kompanen Hulzebosch, Ruitenberg, Jan Bakker, Van Duin en Van Meggelen stempelden wel. Om 8.13 kwam een kopgroep van 12 man onder leiding van Erik Hulzebosch aan in Workum. Precies 4 minuten en 47 seconden later stempelde de tweede groep af in Workum. Inmiddels kwam eindelijk de zon op waardoor de schaatsers zicht kregen. De eerste televisiehelikopter steeg op en de eerste motoren met camera's kwamen op het ijs. Om 8.40 was het Arnold Stam die het eerste het kluunstuk over was. Hij kwam dan ook om 8.42 als eerste aan in Bolsward. Daar bestond de kopgroep uit respectievelijk 1 Stam, 2 Hulzebosch, 3 Kramer, 4 Angenent, 5 Bakker, 6 Ruitenberg R, 7 Ruitenberg H, 8 Van Meggelen, 9 Verduin, 10 Hagen, 11 Kleine, 12 Van Benthem. Bij Bolsward zat de groep op de helft, de voorsprong op de tweede kopploeg bedroeg er 5 minuten.

### Bolsward–Dokkum
De kopgroep van 12 man wist zich te handhaven. Na een kort stukje klunen bij Witmarsum kwam om 9.19 de kopgroep in dezelfde samenstelling aan in Harlingen. Zeven minuten later kwam de tweede kopploeg aan bij de stempelpost aldaar. Yep Kramer reed het gedeelte naar Franeker voorop, ondanks een pijnlijke val waarbij hij zijn ribben kneusde. Na alweer een korte kluunplek bij de Sexbierumervaart kwam de kopgroep om 9.48 in een bruisend Franeker aan. Hagen, die voorheen nog onderdeel uitmaakte van de kopgroep lag er in Franeker uit. Het werd duidelijk dat de kilometers hun tol begonnen te eisen. Het tempo zwakte af. Onderweg naar Bartlehiem deed Henk van Benthem een ontsnappingspoging. Verduin en Arnold Stam wisten zich bij hem te voegen. Er ontstond toen wel een gat van honderd meter. De nieuwe tweede kopgroep wist dit gat te dichten, en hierna ontstond een nieuwe scheuring. Yep Kramer, de broers Ruitenberg en van Meggelen bleven achter en een nieuwe kopgroep van 6 man leek zich te kunnen handhaven. Bij de brug van Bartlehiem was het gat tussen de twee groepen opgelopen tot 4 minuten. Om 11.38 kwam de kopgroep aan in Dokkum: 1 Angenent, 2 Verduin, 3 Stam, 4 Kleine, 5 Hulzebosch, 6 Van Benthem.

### Naar de finish
De kopgroep was definitief gevormd, de wind zat in de rug en het einde was in zicht. Echte demarrages lieten nog een tijdje op zich wachten. Om 12.03 deed Verduin opnieuw een poging, maar hij werd door Angenent teruggehaald met nog 9 kilometer te gaan. Ook Piet Kleine, Verduin en Angenent probeerden nog een voorsprong op te bouwen, allen zonder succes. Met nog drie kilometer te gaan lukte het Stam niet de constante ontsnappingspogingen bij te houden en moest hij afhaken. Pas op de Bonkevaart ontstond de echte eindsprint tussen de vijf overgebleven schaatsers. Met enkele honderden meters te gaan zetten de schaatsers alles op alles. Na de alles vergende eindsprint wist Henk Angenent Erik Hulzebosch een meter achter zich te laten en als eerste over de finish te komen in een tijd van 6.49.18, een gemiddelde van 29,3 km/uur. Na een eveneens spannende eindsprint met Gretha Smit wist Klasina Seinstra de beste vrouw te worden in een tijd van 7.49.11, een gemiddelde van 25,6 km/uur. Beide winnaars kregen een telegram van de Koningin.
Erik Hulzebosch zou met zijn zenuwslopende nederlaag overigens de status van volksheld krijgen, die uitgenodigd werd voor spreekbeurten en ook een popster werd, en onder andere een carnavalskraker wist te scoren.

## Uitslag mannen
| Positie | Naam             | Woonplaats     | Tijd    |
| ------- | ---------------- | -------------- | ------- |
| 1       | Henk Angenent    | Woubrugge      | 6.49.18 |
| 2       | Erik Hulzebosch  | Gramsbergen    | 6.49.18 |
| 3       | Bert Verduin     | Heemskerk      | 6.49.19 |
| 4       | Henk van Benthem | Ens            | 6.49.23 |
| 5       | Arnold Stam      | Sprang-Capelle | 6.50.07 |
| 6       | Ruud Borst       | Leiderdorp     | 7.00.24 |
| 7       | Hans Pieterse    | Diemen         | 7.00.24 |
| 8       | Yep Kramer       | Oudeschoot     | 7.00.24 |
| 9       | Willem Poelstra  | Hijum          | 7.01.18 |
| 10      | Fausto Marreiros | Velserbroek    | 7.01.18 |

## Uitslag vrouwen
| Positie | Naam                             | Woonplaats     | Tijd    |
| ------- | -------------------------------- | -------------- | ------- |
| 1       | Klasina Seinstra                 | Sintjohannesga | 7.49.11 |
| 2       | Gretha Smit                      | Rouveen        | 7.49.12 |
| 3       | Baukje Bron                      | Jubbega        |         |
| 4       | Jenita Smit                      | Rouveen        |         |
| 5       | Jolanda Duivenvoorden-Grimbergen | Noordwijk (ZH) |         |
| 6       | Alida Pasveer                    | Groningen      |         |
| 7       | Neeke Smit                       | Terschelling   |         |
| 8       | Janneke Dickhout                 | Amsterdam      |         |
| 9       | Marion Borst                     | Leiderdorp     |         |
| 10      | Sonja Groot                      | Amstelveen     |         |

## Commotie
Enige commotie was er over het diskwalificeren van Piet Kleine die dus geen Elfstedenkruisje ontving. De olympisch kampioen van Innsbruck 1976 (10.000 meter) die zich in de kopgroep bevond, miste bij Hindelopen (in het donker) de stempelpost. Door de televisiecamera's was te zien dat een aantal rijders waaronder Piet Kleine de post passeerden zonder te stempelen. Er waren rijders die terugkeerden om alsnog te stempelen. Piet Kleine deed dat niet ofwel omdat hij een en ander niet opmerkte ofwel omdat hij veronderstelde dat het missen van een stempel geen gevolgen zou hebben. "Ik reed gewoon door, niet in de veronderstelling dat daar al een stempelpost was", zou hij later verklaren. De Elfstedenvereniging heeft ter zake medegedeeld dat in de toekomstige edities het stempelen verplicht zal blijven. 
Ook was er commotie bij de aankomst van Jenita Smit, degene die in eerste instantie als derde geklasseerd werd bij de vrouwen, toen haar werd meegedeeld dat zij haar medaille moest inleveren omdat niet zij, maar Boukje Bron de derde plaats behaald bleek te hebben. Jenita, die het podium net niet haalde, trouwde later met degene die net niet won: Erik Hulzebosch.

## Records
Veel records werden gebroken bij de vijftiende Elfstedentocht. Zo was dit met 199,6 kilometer de langste ooit. Met 9,2 miljoen kijkers die minstens één minuut of een gedeelte gekeken hadden, had de tocht ook een kijkcijferrecord gebroken: nooit eerder zaten zoveel mensen voor de buis. De finish (om 12.19 uur) werd gevolgd door 6,7 miljoen kijkers. Een record was er voor het aantal mensen dat de tocht uitreed: van de 16.430 toerschaatsers kregen er 11.338 een kruisje. Van de 256 mannelijke wedstrijdschaatsers finishten er 112 binnen de limiet. Bij de vrouwelijke wedstrijdschaatsers kregen 10 van de 52 het felbegeerde Elfstedenkruisje. De PTT registreerde 57.000 mobiele telefoongesprekken, in een tijd waarin er op een normale dag 5700 gesprekken werden gepleegd. Ambulances moesten in totaal 150 keer uitrukken. De politie had een macht van 1300 agenten op de benen gebracht, maar echt grote calamiteiten deden zich niet voor.

## Buitenlanders
Er deden heel weinig buitenlanders mee aan de tocht. De hoogst geklasseerde buitenlander was L. Paalasma uit Finland, hij werd 24e. Verder deed ook Eric Peirs uit Beveren-Leie (België) mee met de wedstrijdrijders. Peirs werd 103e. Ook deden er twee Noren mee bij de toerrijders, dat waren Johann Olav Koss en Geir Karlstad, twee voormalige langebaanschaatsers. Beide rijders haalden de eindstreep. Tevens reden er twee 'Nederlandse' buitenlanders mee met de wedstrijdrijders, te weten de Portugees Fausto Marreiros (10e) en de 'schaatsbelg' Bart Veldkamp (gedeeld 29e).